# Fiji Airways
Fiji Airways (dříve známá jako Air Pacific) je vlajkovým dopravcem Fidži, který provozuje mezinárodní lety ze svých letišť na Fidži do 15 zemí a 27 měst, včetně Austrálie, Nového Zélandu, Samoy, Tongy, Tuvalu, Kiribati, Vanuatu a Šalamounovy ostrovy (Oceánie), Hongkong, Japonsko, Singapur, Kanada a Spojené státy. Sítě spolupráce s partnerskými aeroliniemi zajišťují rozšířenou síť k 108 mezinárodním destinacím. Fiji Airways Group přivádí 64 procent všech návštěvníků, kteří létají na Fidži. Zaměstnává více než 1000 zaměstnanců a dosahuje příjmů přesahujících 815 milionů FJD (390 milionů USD).

## Historie
Společnost Fiji Airways byla založena v roce 1947 Haroldem Gattym pod názvem Katafanga Estates Limited. V září 1951 byla zahájena pravidelná vnitrostátní letecká doprava pod jménem Fiji Airways. V červenci 1971 došlo ke změně názvu na Air Pacific, poté co společnost Fiji Air Services předala tento název společnosti.
V roce 1974 společnost zahájila své první mezinárodní lety směrem do Aucklandu na Novém Zélandu. V následujícím roce, 1975, rozšířila své linky také do Brisbane s přestupem v Noumeu v Nové Kaledonii. V roce 1983 byl poprvé nasazen letoun McDonnell Douglas DC-10 na trasu do Honolulu.
V roce 1985 získala společnost Qantas manažerský podíl ve společnosti Air Pacific a zvýšila svůj podíl na 46,05 %. Fidžijská vláda si podržela 51 % podíl, zatímco 1,94 % vlastnila společnost Air New Zealand a zbývajících 0,74 % bylo v držení ostrovních států Nauru, Kiribati, Samoa a Tonga.
Air Pacific převzala svůj první Boeing 737-700 dne 22. září 1998 a první 737-800 dne 24. května 1999. V dubnu 2011 byla zrušena objednávka osmi Boeingů 787-8 kvůli zpoždění dodávek. Místo toho byla v říjnu 2011 zadána objednávka na tři letadla Airbus A330-200 s cílem modernizovat flotilu pro dlouhé tratě.
Dne 27. června 2013 byla společnost Air Pacific přejmenována na Fiji Airways. Současně byl představen zcela nový korporátní design. V září 2013 se Němec Stefan Pichler stal předsedou představenstva a členem dozorčí rady. Pod jeho vedením byl v roce 2013 vypracován pětiletý plán, který měl Fidži přivést zpět k ziskovosti. Cíle byly dosaženy v roce 2015 s výplatou dividendy ve výši 2,5 milionu fidžijských dolarů.
Dne 22. listopadu 2016 podepsala společnost Fiji Airways prohlášení o záměru koupit pět letadel Boeing 737 MAX 8.

## Flotila

### Současná flotila

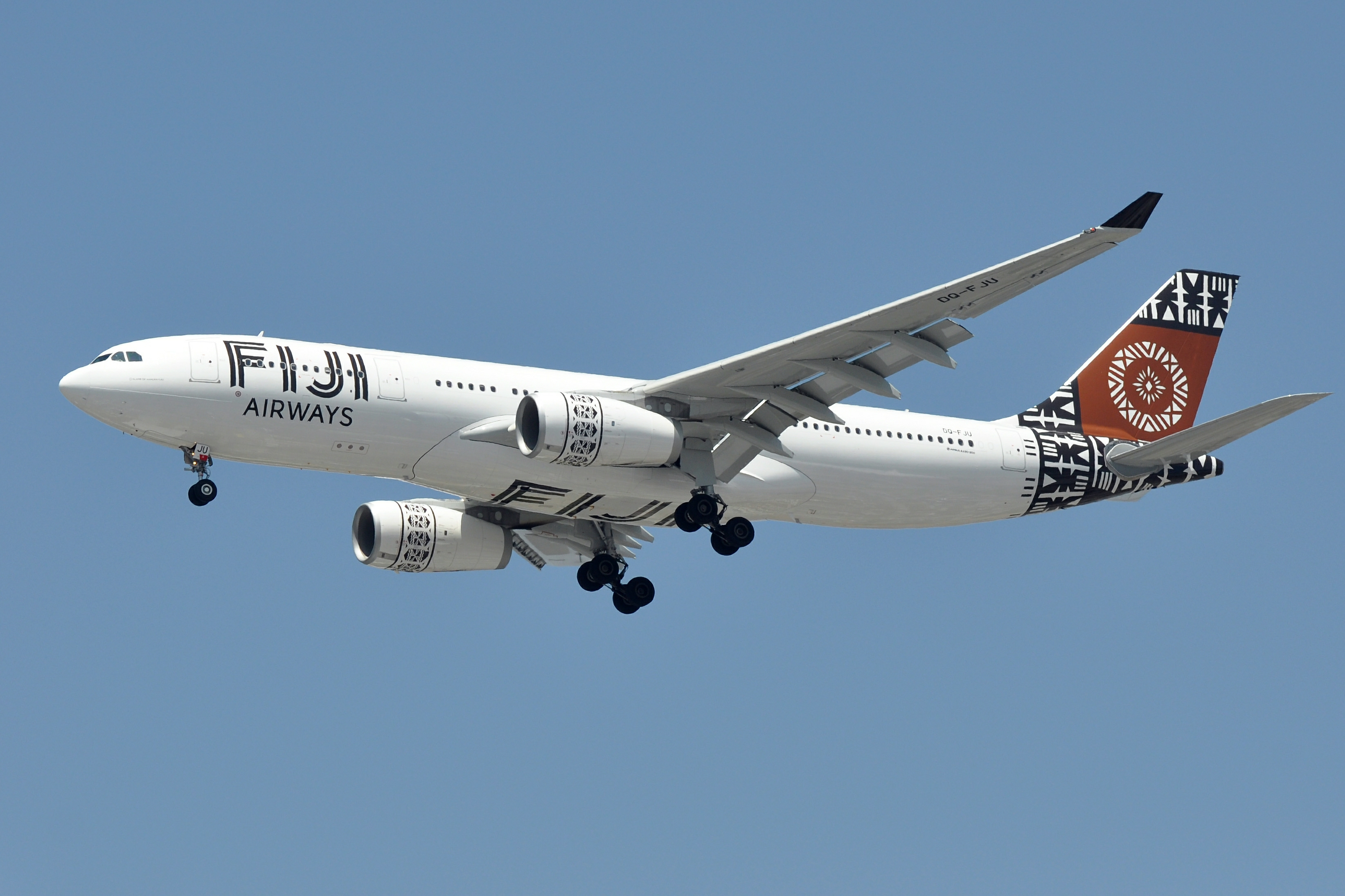
Airbus A330-200 společnosti Fiji Airways

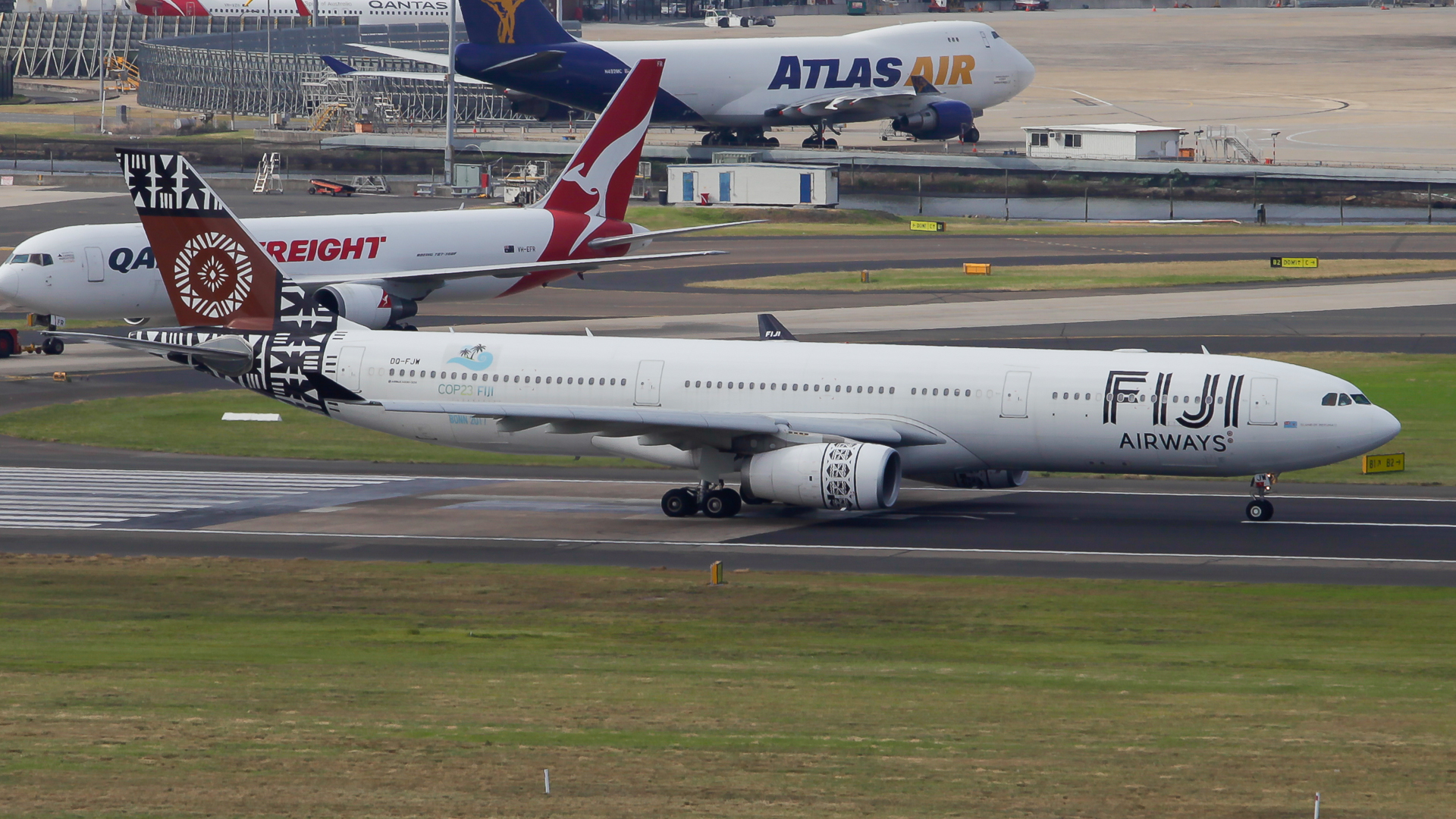
Airbus A330-300 společnosti Fiji Airways

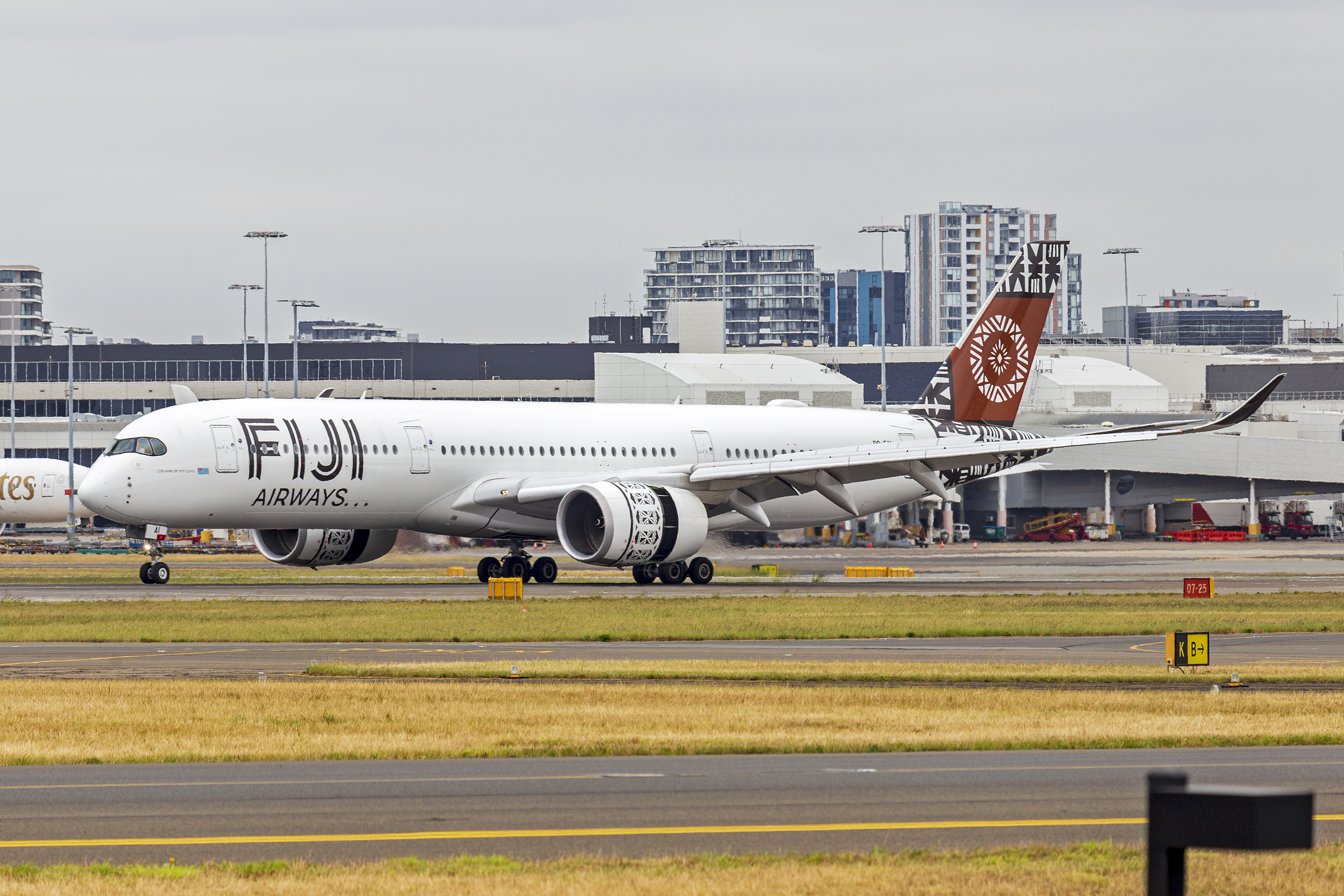
Fiji Airways Airbus A350-900 na letišti v Sydney

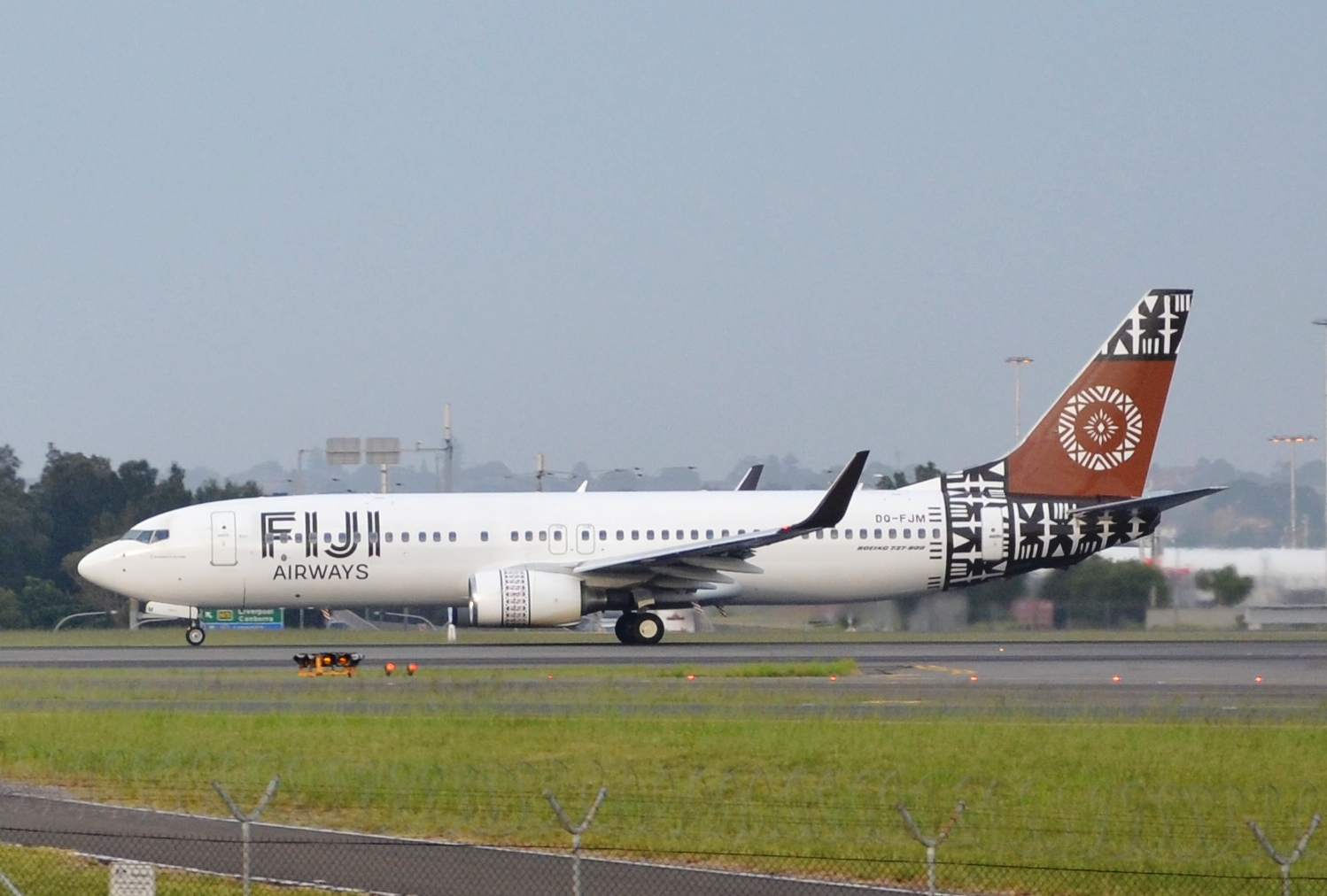
Boeing 737-800 společnosti Fiji Airways

K září 2023 disponuje flotila Fiji Airways následujícími letadly:
| Letadlo          | Ve službě | Objednávky | Počet míst (Business/Economy) | Průměrné stáří (srpen 2023) |
| ---------------- | --------- | ---------- | ----------------------------- | --------------------------- |
| Airbus A330-200  | 3         | —          | 273 (24/249)                  | 10,0 let                    |
| Airbus A330-300  | 1         | —          | 313 (24/289)                  | 7,7 let                     |
| Airbus A350-900  | 4         | —          | 334 (33/301)                  | 4,1 let                     |
| Boeing 737-800   | 1         | —          | 170 (8/162)                   | 16,2 let                    |
| Boeing 737 MAX 8 | 5         | —          | 170 (8/162)                   | 4,1 let                     |
| Celkem           | 14        |            |                               |                             |